# دارين يونغ (لاعب دارت)
دارين يونغ (بالإنجليزية: Darin Young)‏ هو لاعب دارت أمريكي، ولد في 2 فبراير 1973 في الولايات المتحدة.

## وصلات خارجية
- دارين يونغ على موقع DartsDatabase.co.uk (الإنجليزية)